# Kim Woo-min
Kim Woo-min (koreanisch 김우민; * 24. August 2001 in Busan) ist ein südkoreanischer Schwimmer.

## Erfolge
Kim Woo-min gehörte bei den 2021 ausgetragenen Olympischen Sommerspielen 2020 in Tokio zum südkoreanischen Aufgebot der 4-mal-200-Meter-Freistilstaffel. Im zweiten Vorlauf wurden die Südkoreaner in 7:15,03 min Siebter und verpassten mit dieser Gesamtzeit die Finalqualifikation. Kim belegte bei den Weltmeisterschaften 2022 in Budapest über 400 Meter Freistil den sechsten Platz. Ein Jahr darauf verbesserte er sich in dieser Disziplin bei den Weltmeisterschaften in Fukuoka um einen Platz auf Rang fünf. Bei den 2023 ausgetragenen Asienspielen 2022 in Hangzhou gewann er sowohl über 400 Meter als auch über 800 Meter Freistil die Goldmedaille. Auch mit der 4-mal-200-Meter-Staffel blieb er siegreich, während er sich über 1500 Meter Freistil die Silbermedaille sicherte. Bei den Weltmeisterschaften 2024 in Doha errang er Gold über 400 Meter Freistil, mit der 4-mal-200-Meter-Staffel holte er sich die Silbermedaille. Bei den Olympischen Sommerspielen 2024 in Paris gewann er über 400 m Freistil die Bronzemedaille.